# 馬槽溫泉
25°10′45″N 121°33′45″E / 25.179146°N 121.562423°E

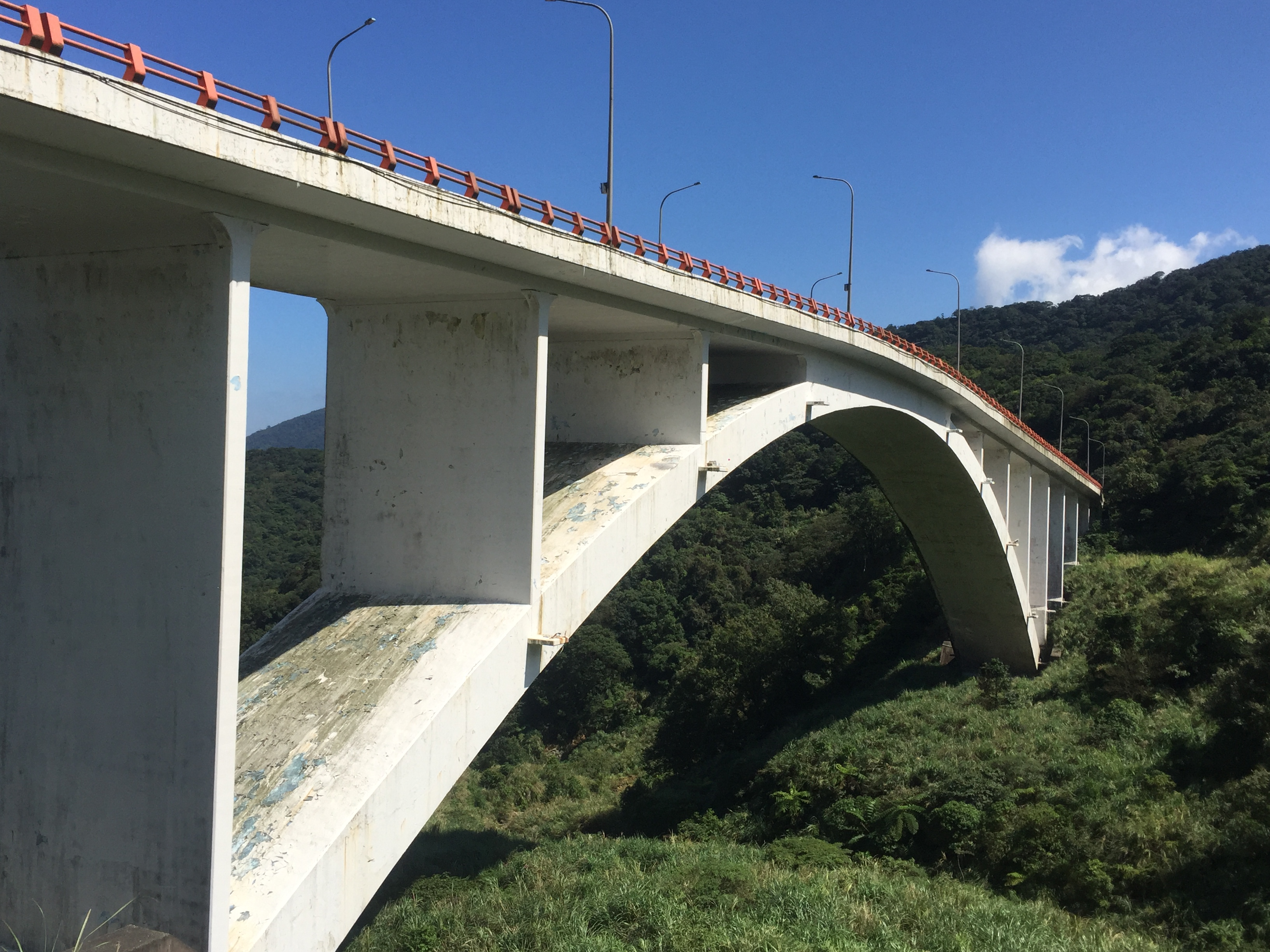
馬槽橋

馬槽溫泉位於臺灣台北市北投區的湖田，周圍有七星山，沿陽金公路附近的馬槽溪谷分布，而馬槽溪是一條溫泉溪，長年流動著溫泉水，而在馬槽橋往冷水坑公路，可見硫磺噴氣孔，噴長孔周圍可觀察到硫磺析出，具豐富的爆裂口地形，依地質分類，馬槽溫泉屬於火成岩區溫泉，在溫泉附近可觀察到紫蘇輝石-角閃石安山岩和輝石安山岩熔岩流。

## 泉質
水質呈半透明，溫度約為60℃-90℃，酸鹼值為Ph2-4，有硫磺味，硫酸根離子約350ppm，是馬槽溫泉中主要離子，屬於酸性硫磺泉。
馬槽溫泉也可分為青磺泉和白磺泉。